# Nikolaus Wynmann
Nikolaus Wynmann (* 1510 in Saanen; † um 1550) war ein Schweizer Humanist und Lehrer für alte Sprachen (insbesondere Hebräisch) an der Universität Ingolstadt.

## Leben
Nach Studium und Arbeit in Zürich, Breslau und Wien wurde er Sprachlehrer an der Universität Ingolstadt, später noch in Tübingen. 1531 ist Korrespondenz zwischen ihm aus Basel und Erasmus von Rotterdam überliefert. Er ist besonders bekannt geworden, da er mit Colymbetes, Sive De Arte Natandi das erste Schwimmbuch der Welt geschrieben hat. Wynmann geht in seinem Buch allerdings davon aus, dass Schwimmen noch immer als etwas Ungewöhnliches gilt, auch wenn in Zürich am Limmatquai das ins Wasser Springen und Schwimmen der Kinder selbstverständlich sei. Ein in der Donau ertrunkener Junge wurde als Leiche noch mit Ruten geschlagen, die übliche Strafe für Schwimmen. Wynmann empfiehlt eine Schwimmtechnik wie ein Frosch (= Brustschwimmen). Da Wynmann das Schwimmen pragmatisch mit Hilfsmitteln vermittelt und sich nicht mit der Physik des Schwimmens auseinandersetzt wie Everard Digby, wurde Schwimmen von ihm zunächst im Bruststil und mit Auftriebshilfen geübt. Wynmann setzte sich daneben auch mit dem Ringen auseinander.